# Дівочий (U-20) чемпіонат Африки з футболу
Дівочий (U-20) чемпіонат Африки з футболу (англ. African U-20 Cup of Nations for Women) — футбольний турнір для жіночих африканських збірних віком до 20 років, заснований 2002 року. Фактично є кваліфікацією африканських збірних на Молодіжний чемпіонат світу серед дівчат, тому здебільшого фінали не проводяться.

## Регламент
Турнір має формат плей-оф, де кожна збірна проводить по грі вдома і на виїзді. 

## Результати
| 2002 Детальніше | Нігерія          | 6 – 0 3 – 2      | ПАР              | ЦАР Марокко                   | ЦАР Марокко                   | ЦАР Марокко                   |
| 2004 Детальніше | Нігерія          | 1 – 0 0 – 0      | ПАР              | ДР Конго Екваторіальна Гвінея | ДР Конго Екваторіальна Гвінея | ДР Конго Екваторіальна Гвінея |
| 2006 Детальніше | ДР Конго Нігерія | ДР Конго Нігерія | ДР Конго Нігерія | Екваторіальна Гвінея          | Екваторіальна Гвінея          | Екваторіальна Гвінея          |
| 2008 Детальніше | Нігерія          |                  | ДР Конго         | Гана ПАР                      | Гана ПАР                      | Гана ПАР                      |
| 2010 Детальніше | Гана Нігерія     | Гана Нігерія     | Гана Нігерія     | ДР Конго ПАР                  | ДР Конго ПАР                  | ДР Конго ПАР                  |
| 2012 Детальніше | Нігерія Гана     | Нігерія Гана     | Нігерія Гана     | Туніс ДР Конго                | Туніс ДР Конго                | Туніс ДР Конго                |